# Volker Kapp
Volker Kapp (* 20. August 1940 in Freiburg im Breisgau) ist ein deutscher Romanist und emeritierter Hochschullehrer.

## Leben
Kapp studierte Romanistik und Theologie in Freiburg im Breisgau und Paris. Nach der Promotion 1970 und der Habilitation 1980 in Trier war er von 1992 bis 2005 Professor für Romanische Philologie an der Universität Kiel.
Kapp publiziert insbesondere über französische und italienische Literatur des 16. bis 20. Jahrhunderts, Rhetorik und Übersetzungswissenschaft. Er gehört zu den Herausgebern der bei Duncker & Humblot im Auftrag der Görres-Gesellschaft erscheinenden Reihe Schriften zur Literaturwissenschaft (SLI).

## Schriften (Auswahl)
- Poesie und Eros. Zum Dichtungsbegriff der Fünf Großen Oden von Paul Claudel. München 1972, OCLC 536283.
- Télémaque de Fénelon. La signification d'une œuvre littéraire à la fin du siècle class. Tübingen 1982, ISBN 3-87808-580-X.
- Das Übersehene wahrnehmen. Festrede zum 25jährigen Jubiläum der Frankfurter Verlagsgruppe AG. Grasping what others miss. Frankfurt am Main 2019, ISBN 978-3-8372-2292-0.